# A tűz éjszakája
A tűz éjszakája (németül: Feuernacht, olaszul: Notte dei fuochi) a Dél-tiroli Felszabadítási Bizottság (BAS) által az 1961. június 12-re virradó éjjel elkövetett terrorcselekmény . A csoport robbantásokkal 37 nagyfeszültségű villanyoszlopot rombolt le a térségben. A BAS már évek óta folytatott terrorakciókat Dél-Tirolban, s a tüzek éjszakája volt tevékenységének csúcspontja. Az akció nevét egy helyi népszokásról kapta, amikor a napfordulók éjjelén a hegyeken a nép tüzeket gyújt.

## Előzmények
Dél-Tirolt 1920 után csatolták el Ausztriától Olaszországhoz, amely igyekezett elolaszosítani a terület németajkú lakosságát annak ellenére, hogy azt megelőzően, az Osztrák–Magyar Monarchia részeként nem volt jellemző, legalábbis nem volt nagyarányú németesítés errefelé egészen 1915-ig. Dél-Tirol az Anschlusst követően és a második világháború egy bizonyos szakaszában sem került vissza német fennhatóság alá a Mussolini vezette Olaszország és a hitleri Németország közötti szövetségi viszony okán. Mussolini azt is tervezte, hogy Dél-Tirol németajkú lakosságát Szicíliába vagy pedig Abesszíniába telepíti ki. Az 1939. október 21-én megkötött Hitler–Mussolini egyezmény az olaszországi német nyelvű lakosságot választás (Opció) elé állította: vagy áttelepülnek a Német Birodalomhoz csatolt Ausztriába, vagy alávetik magukat az olaszosításnak. Ezt követően (1942 végéig) 75 ezer ember (az ún. optánsok) hagyták el Dél-Tirolt azért, hogy megőrizhessék német identitásukat és a Harmadik Birodalom területére költöztek.
A Harmadik Birodalom csak 1943-ban, Mussolini bukását követően csatolta magához Dél-Tirolt, így az nem lett része a Salói Köztársaságnak. Ennek eredménye az lett, hogy a tiroli németajkú lakosság a korábbi sérelmekért bosszúhadjáratot indított az olasz lakosság ellen.
Ausztria a háború után próbálta visszaszerezni Dél-Tirolt, de a háborút lezáró békeszerződés Olaszország kezén hagyta a területet. Ugyanakkor 1946. szeptember 5-én a két állam külügyminiszterei Párizsban megkötötték a kétoldalú Gruber–De Gasperi-egyezményt, amely feltételül szabta, hogy az olasz fél köteles autonómiát biztosítani Dél-Tirolnak és lehetővé tenni a német nyelvű oktatást, míg Ausztria a németajkú kisebbség képviselőjeként egyenrangú tárgyalópartnernek számít a nemzetiségi kérdésekben. Az 1946-os párizsi egyezményt 1948-ban az ENSZ nemzetközi népjogi szerződésként ismerte el.
Az egyezmény ellenére az olasz nemzetiség és nyelv továbbra is előnyben volt a némettel szemben, ez pedig gazdaságilag is hátrányba hozta a dél-tiroli németajkú lakosságot. Az elégedetlenség néhány éven belül erőszak formájában is megnyilvánult, aminek a BAS lett a legfőbb kezdeményezője. A helyi németajkú politikusokat erősítette, hogy Ausztria 1955-től ismét teljesen független állam lett és egyre jobban kezdte támogatni a dél-tiroliakat. Ez utóbbiak azonban élesen elkülönültek a BAS-tól, mivel Ausztria és a Dél-tiroli Néppárt (Südtiroler Volkspartei) megelégedett volna azzal, ha Olaszország teljes mértékben és ténylegesen érvényesíti az autonómia-jogokat, megszüntetve a németajkú lakosság hátrányát, szemben a BAS és más hasonló csoportok Dél-Tirol Olaszországtól történő elszakadásáért küzdöttek.
A BAS első támadásait 1956-ban kezdte Sepp Kerschbaumer vezetésével: a csoport robbantásokat hajtott végre a bolzanói Otto Huber-laktanya és a siebeneich-i vasúti felsővezeték ellen. A későbbiekben is igyekeztek megrongálni a közüzemi hálózatot, majd az olasz polgári lakosság és annak ingatlanjai ellen követtek el leggyakrabban merényleteket.
1957-ben, újabb terrortámadások után, a carabinieri 17 személyt vett őrizetbe, akik azonban alig több mint két hónapnyi börtön után szabadultak.
A BAS már 1960-ban nagyszabású akció előkészítésén dolgozott: Görögországból lőfegyvereket és más harcászati eszközöket szereztek be, Bécsből pedig bombarobbantáshoz szükséges detonátorokat és egymillió schillinget a tevékenység további finanszírozására (vagy ahogy a tagok mondták a tiroli ügy támogatására). Júniusból újfent Ausztriából szereztek még be újabb fegyvereket és robbanóanyagot.
Miután a Dél-Tirollal kapcsolatos osztrák-olasz tárgyalások Klagenfurtban megfeneklettek, 1961. május 25-én, a BAS kitűzte a következő terrortámadás időpontját, amelynek célja a dél-tiroli villamoshálózat megsemmisítése.

## A támadások
A BAS szándékosan időzítette a merényletsorozatot június 11-re, mivel ekkor volt Jézus Krisztus Szent Szívének ünnepe, amely 1796 óta meghatározó esemény volt a tiroliak életében. A magasfeszültségű villanyoszlopokat pedig azért akarták lerombolni, mivel emlékeikben felidézte azokat a fasiszta alumínium szobrokat, amelyek a pártideológia dicsőségét voltak hivatottak hirdetni. Mussolini idején szerte Olaszországban (így Tirolban is) álltak ilyen szobrok. Ezeket a szobrokat Alumínium Ducé-knak gúnyolták és a Dél-Tirolban, az olaszok által kiépített villanyoszlop hálózatra is így tekintettek a radikálisok.
A robbantássorozat hatalmas károkat okozott, ugyanis mintegy 37 oszlop dőlt ki (ebből 19 Bolzano környékén), megbénítva mind a város, mind teljes Észak-Olaszország teljes ipari területeinek áramellátását.
A robbantásoknak halálos áldozata is volt egy Giovanni Postal nevű közúti munkás személyében, aki rábukkant az egyik pokolgépre, ami aztán a keze között robbant fel.
A robbantásoknak két célja volt a BAS részéről: egyrészt felhívni nemzetközi közvélemény figyelmét a dél-tiroli kérdésre, másrészt tönkre tenni az észak-olasz iparvidékeket, amelyek Mussolini idején gazdasági nyomással igyekeztek elősegíteni az olaszosítást Dél-Tirolban.

## Végeredmény
Az észak-olasz iparvidéket a támadás csak ideiglenes bénította meg, így a BAS ezen célját nem érte el. Ugyanakkor Dél-Tirol valóban a nemzetközi és hazai figyelem középpontjába került, olyannyira, hogy az olasz kormány rögvest ellenintézkedéseket tett és a hadsereget is kivezényelték Dél-Tirolba a carabinieri megerősített erőivel egyetemben.
A BAS megpróbálta a támadásokat egy hónappal később újból megismételni, s bár nem ért el akkora eredményt, mint az első tűz éjszakáján, de tagjai elvágtak jó néhány az elektromos vezetékeket, ami miatt ismét ipari területek maradtak ideiglenes villamosenergia nélkül, sőt vonatok álltak le a nemzetközi összekötő útvonalakon, ezáltal az olasz kormányra további nyomás nehezedett.
Az ENSZ-ben újból tárgyalni kezdték Dél-Tirol ügyét és a Dél-tiroli Néppárt egy kiterjesztett autonómia statútumot fogadott el az olasz kormánnyal, igaz a végső és teljes formáját ez az egyezmény csak 1972-ben nyerte el.
A BAS-ra nézve viszont a terrortámadás balul sült el, mert az olasz hatóságok célkeresztjébe kerültek és a tagok zömét le is tartóztatták. Nem egyet közülük a rendőrség keményen megkínzott, főleg a kihallgatások során, ami összefüggésben lehet a 28 éves Franz Höfler nevű BAS-tag halálával is.
1963-ban kezdődött meg az őrizetbe vett terroristák tárgyalása, akiket nemcsak az alkotmányos rend erőszakos megváltoztatására tett kísérlettel, de Giovanni Postal halála miatt gyilkossággal is megvádoltak, jóllehet az igazságszolgáltatási szervek nem akartak életfogytiglant kiszabni a vádlottakra. Voltak akiknek sikerült a büntetés elől megszökniük és Ausztriába menekültek. Börtönbe került viszont a BAS vezetője, Kerschbaumer is, aki a veronai büntetésvégrehajtási intézményben halt meg 1964-ben. Más elítélt tagok is több évet ültek, végül néhányuk jó magaviseletért hamarabb szabadult.

## Következmények
A dél-tiroli lakosság megosztott volt az eseményeket illetően. Valójában a BAS-nak nem volt széleskörű támogatói rétegje, bár a tűz éjszakája után sokak szimpátiáját elnyerték, különösen az olasz hatóságok által elkövetett brutalitások miatt. A történészek körében vita tárgya, vajon a kiterjedt dél-tiroli autonómiát egyáltalán elősegítette-e a csoport a tűz éjszakájával vagy pedig késleltette? Fontos azt is figyelembe venni, hogy a BAS el akarta szakítani Dél-Tirolt Olaszországtól és nem azon belül nyerni autonómiát. Azáltal pedig, hogy a BAS a letartóztatások nyomán elveszítette mind vezetőjét, mind tagjainak jelentős részét, megnyílt az út, hogy az addig nacionalista-szeparatista szervezetbe neonácik kerüljenek be, akik szórványosan még az 1980-as évekig folytatták a terrorakciókat, célpontjuk viszont immár az olasz nemzetiségű lakosság volt, ami a többi tiroli részéről nagy felzúdulással járt.